# Stanisław Jaśkiewicz

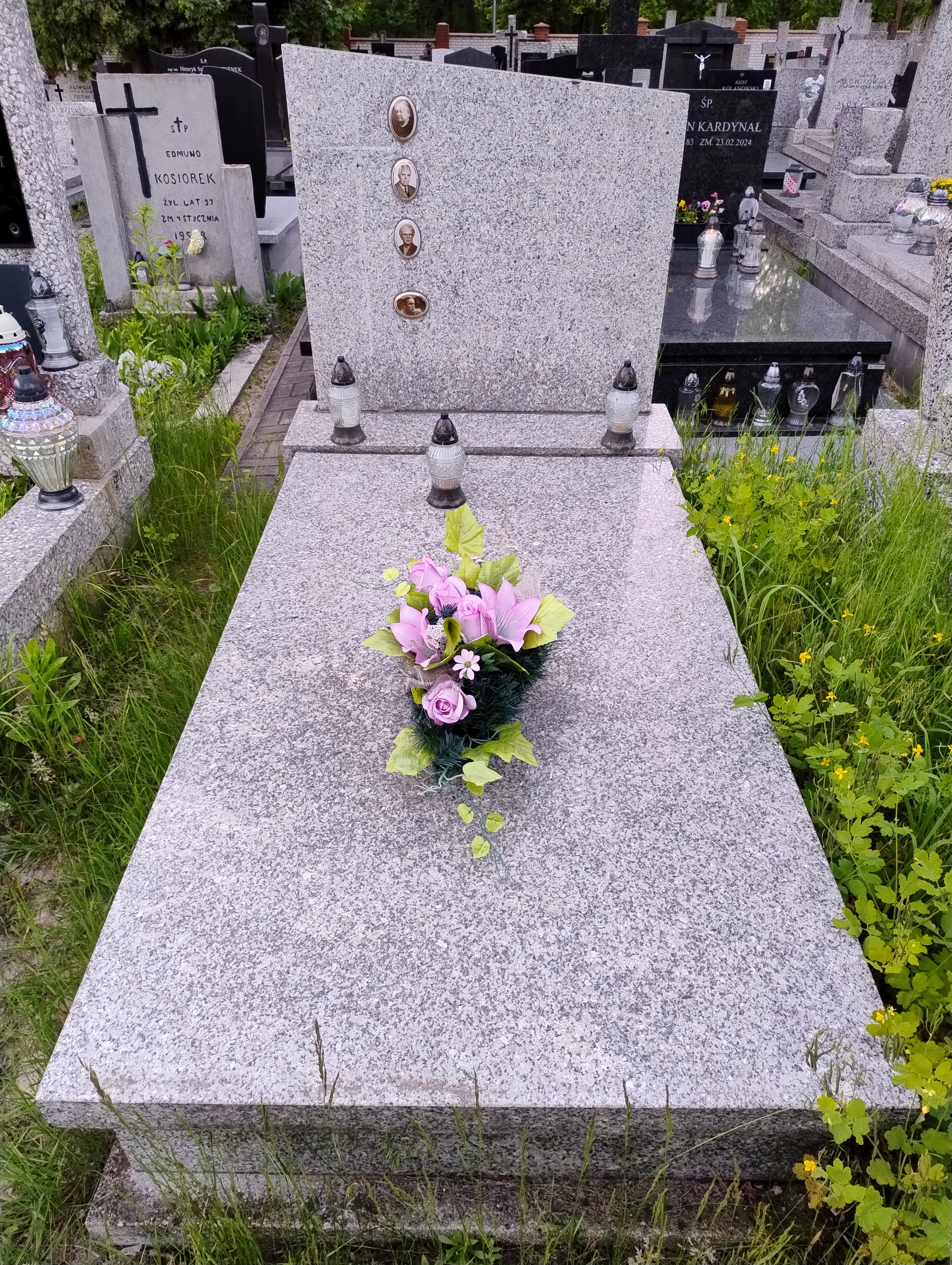
Grób Stanisława Jaśkiewicza

Stanisław Jaśkiewicz (ur. 12 stycznia 1907 w Lipawie, zm. 21 grudnia 1980 w Warszawie) – polski aktor i reżyser teatralny. 

## Życiorys
Urodził się w rodzinie Antoniego i Ewy z Wolskich. W 1925 zdał maturę w Wilnie, w 1929 ukończył studia aktorskie w Oddziale Dramatycznym przy Warszawskim Konserwatorium Muzycznym. 21 listopada 1929 zadebiutował na scenie teatralnej w roli Tyzbe w Śnie nocy letniej w Teatrze Miejskim w Wilnie. Występował na scenach teatrów: Miejskiego w Wilnie (1929–1931), Elizeum w Warszawie (1931), Miejskiego we Lwowie (1932–1938), Na Pohulance w Wilnie (1938–1941). 
W okresie 1943–1944 uczestniczył w programach tajnego teatru wojskowego.
Po wojnie był aktorem teatrów: Kameralnego Domu Żołnierza w Łodzi (1946–1947), Powszechnego w Warszawie (1947–1949), Współczesnego w Warszawie (1949–1957) i Polskiego w Warszawie (1957–1975). W 1937 zadebiutował w filmie. Występował także w spektaklach Teatru Telewizji.
Był mężem aktorki Barbary Drapińskiej.
Zmarł w Warszawie, pochowany na cmentarzu w Marysinie Wawerskim (kwatera 1A-10-38).

## Filmografia
- Płomienne serca (1937) – Wojtek Cietrzewa
- Domek z kart (1953) – Felicjan Sławoj Składkowski
- Żołnierz zwycięstwa (1953)
- Uczta Baltazara (1954) – zachodni dyplomata
- Wolne miasto (1958) – generał odczytujący wyrok śmierci na pocztowców
- Krzyżacy (1960) – kasztelan krakowski
- Samson (1961) – profesor wchodzący na wykład
- Spóźnieni przechodnie (1962) – Erwin, ojciec Ali
- Pamiętnik pani Hanki (1963)
- Zakochani są między nami (1964) – lekarz, mąż Renaty
- Kapitan Sowa na tropie (serial tv, odc. 5. Trzecia ręka) (1965) – profesor  Sandecki, kustosz zamku w Magierowie
- Bicz boży (1966) – doradca przy budce z piwem
- Paryż – Warszawa bez wizy (1967) – urzędnik witający ambasadora na lotnisku w Paryżu
- Stawka większa niż życie (serial tv, odc. 8. Wielka wsypa) (1967) – generał obserwujący na poligonie nowy czołg
- Wyzwolenie cz. 2–4 (1969–1971) – Franklin Delano Roosevelt
- Epilog norymberski (1970) – oskarżony
- Wielka miłość Balzaka (serial tv, odc. 1. Nadzieje i upokorzenie) (1973) – finansista
- Zaczarowane podwórko (1974) – uczestnik obiadu czwartkowego
- Zapamiętaj imię swoje (1974) – dyrektor muzeum w Oświęcimiu
- Kazimierz Wielki (1975) – legat papieski, członek sądu
- Czerwone ciernie (1976) – ojciec Julii
- Granica (1977) – psychiatra badający Bogutównę
- Lalka (serial tv, odc. 3. Wielkopańskie zabawy) (1977) – lekarz na pojedynku Krzeszowskiego z Wokulskim
- Polskie drogi (serial tv, odc. 11. W obronie własnej) (1977) – profesor leczący narzeczonego Ani Heimann
- Sprawa Gorgonowej (1977) – ksiądz
- Tańczący jastrząb (1977) – ojciec Wiesławy
- Żołnierze wolności (1977) – Franklin Delano Roosevelt
- Drogi pośród nocy (1979)
- Tajemnica Enigmy (serial tv, odc. 1. Marsz w historię) (1979) – rektor Uniwersytetu Poznańskiego
- Głosy (1980) – dziekan wydziału chemii
- Zamach stanu (1980) – Wojciech Trąmpczyński
- Najdłuższa wojna nowoczesnej Europy (serial tv) (1981) – Hammerstein, minister spraw wewnętrznych

## Ordery i odznaczenia
- Krzyżem Oficerskim Orderu Odrodzenia Polski (1963)
- Złoty Krzyż Zasługi (11 lipca 1955)[2]
- Medal 10-lecia Polski Ludowej (19 stycznia 1955)[3]